# 希望の鐘が鳴る朝に
「希望の鐘が鳴る朝に」（きぼうのかねがなるあさに）は、1999年2月3日に発売されたTHE ALFEE46枚目のシングル。

## 概要
TBS系ドラマ「東芝日曜劇場」、『サラリーマン金太郎』主題歌。
THE ALFEEが漫画を原作とするテレビドラマの主題歌を歌うのは初である（BE∀TBOYS名義の作品や実写映画も含めると先例がある）。
カップリング曲は、「1999年・大阪国際女子マラソン」イメージソング。
「LOVE NEVER DIES」以来、4作連続で桜井賢がリードヴォーカルを担当している。
売上は、23万7,000枚でバンド全体の売上としては8番目に高く、EXPRESS移籍後のシングルとしては最高である。
初回限定盤は、アルバムサイズケースで発売された（CDは8cm）。
通常盤のジャケットは横長にデザインされている。
8cmCDとして発売された作品のうち、横長なのは本作と「Victory」（1993年発売）のみである。
歌詞は明朝体で書かれている。
正確には次作のシングルは「Wings of Freedom」であるが、チャリティ盤の為、枚数には数えられず、「Justice For True Love」が次作シングルとなる。

## 収録曲
全曲 作詞・作曲：高見沢俊彦、編曲：THE ALFEE
1. 希望の鐘が鳴る朝に
ストリングスアレンジ：森俊之
2. Beginning of the Time
3. 希望の鐘が鳴る朝に (Original Instrumental)

## 収録作品
- örb（#1）
- THE ALFEE 單曲特集（#1）
- THE ALFEE CLASSICS III（#1、交響曲第4番イ長調「イタリア」'Italian' op.90〜希望の鐘が鳴る朝に）
- THE BEST 1997-2002 〜aprés Nouvelle Vague〜（#1）
- 希望の橋（#1、2004 Mix Version）
- 夢よ急げ -大阪国際女子マラソンイメージソング・アルバム-（#2）
- THE ALFEE 30th ANNIVERSARY HIT SINGLE COLLECTION 37（#1、2004 Mix Version）
- THE ALFEE SINGLE HISTORY VOL.V 1996-2001（#1,2）
- THE ALFEE SINGLE HISTORY VOL.VI 2002-2008（#1、2004 Mix Version）

## カタログ
- TODT-5270 971円（税抜価格）

## 関連作品
- THE ALFEE 30th ANNIVBERSARY VIDEO CLIPS Ⅱ（DVD 2004年9月15日） - 「希望の鐘が鳴る朝に」のプロモーションビデオを収録。後にBlu-ray版が再発売された。

| Aメロ1・Bメロ1 | Aメロ1・Bメロ1 | → | サビ1 | サビ1      | → | Aメロ2・Bメロ2 | Aメロ2・Bメロ2 | → | サビ2 | サビ2      |
|                | 変ロ長調 (B♭)  | → |       | ト長調 (G) | → |                | 変ロ長調 (B♭)  | → |       | ト長調 (G) |

| Bメロ3 | Bメロ3        | → | 大サビ | 大サビ     | → | 後奏 | 後奏          |
|        | 変ロ長調 (B♭) | → |        | ト長調 (G) | → |      | 変イ長調 (A♭) |